# 橙帶玄珠螺
橙帶玄珠螺（学名：Mesophora millepunctata）为左錐螺科玄珠螺屬下的一个种。